# Mysterious Ways (singolo)
Mysterious Ways è un singolo del gruppo musicale irlandese U2, pubblicato il 24 novembre 1991 come secondo estratto dall'album in studio Achtung Baby.

## Video musicale
Il video della canzone venne girato da Stéphane Sednaoui in Marocco e alle immagini distorte di Bono vennero alternate quelle di alcune ballerine di danza del ventre, tra cui Morleigh Steinberg, futura moglie del chitarrista del gruppo The Edge. Durante quasi tutto lo ZooTV Tour fu la stessa Morleigh a salire sul palco per accompagnare la canzone con la sua danza del ventre.

## Tracce
7", MC
1. Mysterious Ways (Album Version) – 4:04
2. Mysterious Ways (Solar Plexus Magic Hour Remix) – 8:14

CD, 2 MC, 12"
1. Mysterious Ways (Album Version) – 4:04
2. Mysterious Ways (Solar Plexus Extended Club Mix) – 7:00
3. Mysterious Ways (Apollo 440 Magic Hour Remix) – 4:25
4. Mysterious Ways (Tabla Motown Remix) – 4:27
5. Mysterious Ways (Solar Plexus Club Mix) – 4:09

CD (Australia)
1. Mysterious Ways (The Perfecto Mix) – 7:06
2. Mysterious Ways (Ultimatum Mix) – 5:00

## Formazione
Gruppo
- Bono – voce
- The Edge – chitarra, cori
- Adam Clayton – basso
- Larry Mullen Jr. – batteria

Altri musicisti
- Daniel Lanois – percussioni

## Classifiche
| Classifica (1991-92)           | Posizione massima |
| ------------------------------ | ----------------- |
| Australia                      | 3                 |
| Belgio (Fiandre)               | 12                |
| Canada                         | 1                 |
| Finlandia                      | 8                 |
| Francia                        | 19                |
| Germania                       | 46                |
| Irlanda                        | 1                 |
| Italia                         | 3                 |
| Nuova Zelanda                  | 3                 |
| Paesi Bassi                    | 13                |
| Regno Unito                    | 13                |
| Spagna                         | 7                 |
| Stati Uniti                    | 9                 |
| Stati Uniti (alternative)      | 1                 |
| Stati Uniti (dance club)       | 42                |
| Stati Uniti (dance/electronic) | 29                |
| Stati Uniti (mainstream rock)  | 1                 |
| Svezia                         | 17                |
| Svizzera                       | 13                |